# Асуанські греблі

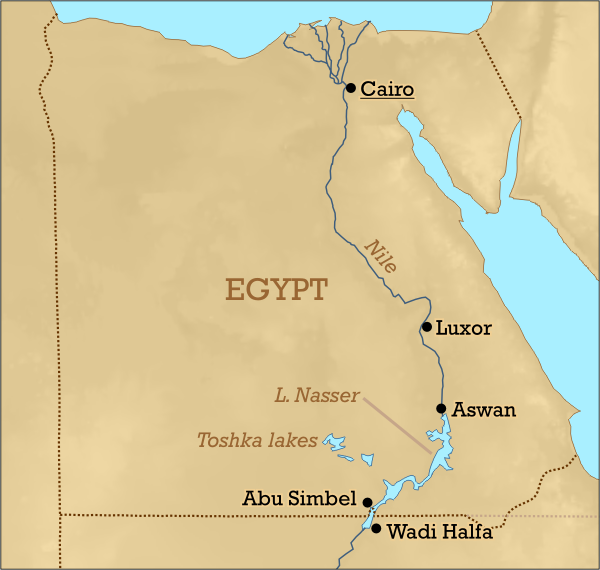
Мапа Єгипту з вказівкою Асуана і озера Насера

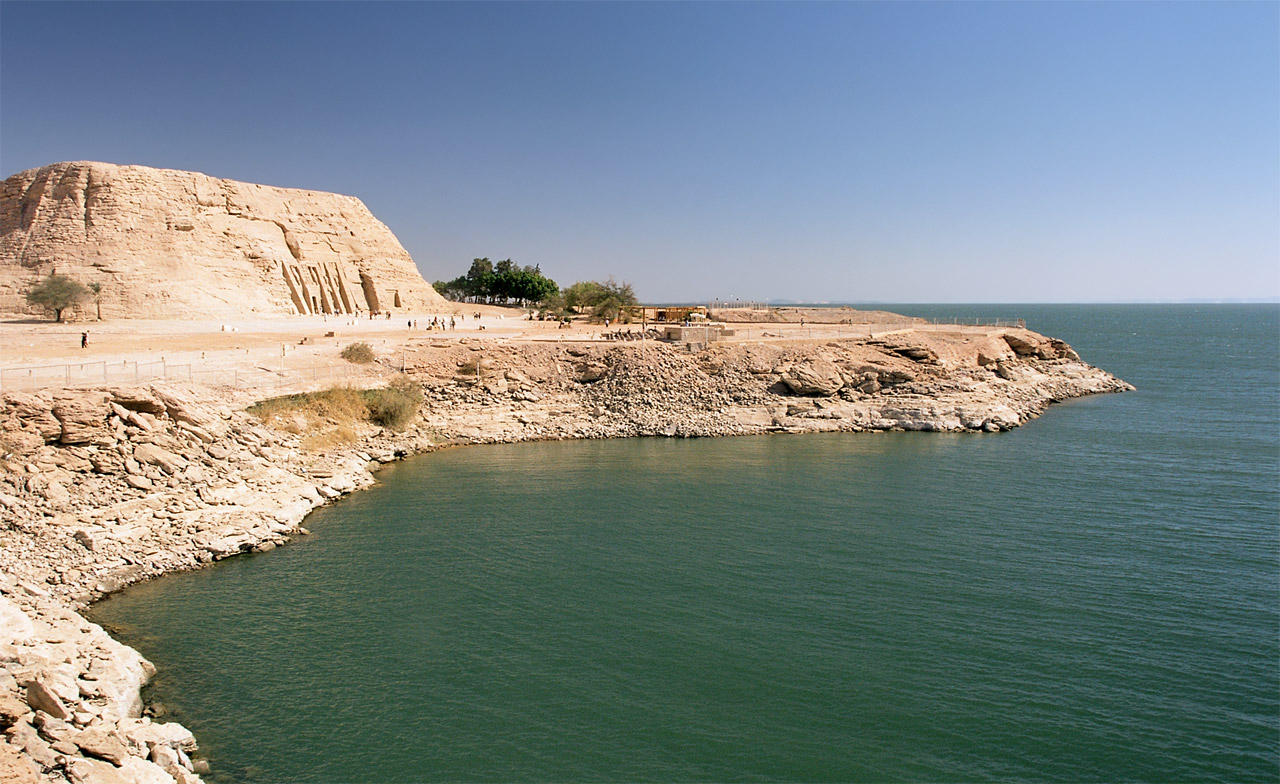
Храм фараона Рамзеса, не березі озера Насер, перенесений з дна озера в 1960 році.

23°58′17″ пн. ш. 32°52′49″ сх. д. / 23.971431° пн. ш. 32.880192° сх. д.
Асуа́нські гре́блі — найбільший комплекс гідротехнічних споруд в Єгипті на річці Ніл, поблизу Асуана — міста на першому порозі Нілу. Дві греблі перегороджують річку в цьому місці: нова «Верхня Асуанська Гребля» (араб. السد العالي) і стара «Асуанська Гребля» або «Нижня Асуанська Гребля».
Без водосховища Ніл виходив з берегів щороку протягом літа, переповнюючись потоком вод зі сходу Африки. Ці повені несли родючий мул і мінерали, які зробили ґрунти навколо Нілу родючими і ідеальними для сільського господарства. Проте, оскільки населення на берегах річки зростало, то виникла потреба управляти потоками води, щоб захистити сільгоспугіддя і бавовняні поля. У багатоводному році цілі урожаї могли бути повністю змиті, тоді як в низьководному році був широко поширений голод унаслідок посухи. Мета цього водного проєкту полягала в тому, щоб запобігти повеням, забезпечити Єгипет електроенергією і створити мережу зрошувальних каналів для сільського господарства.

## Історія

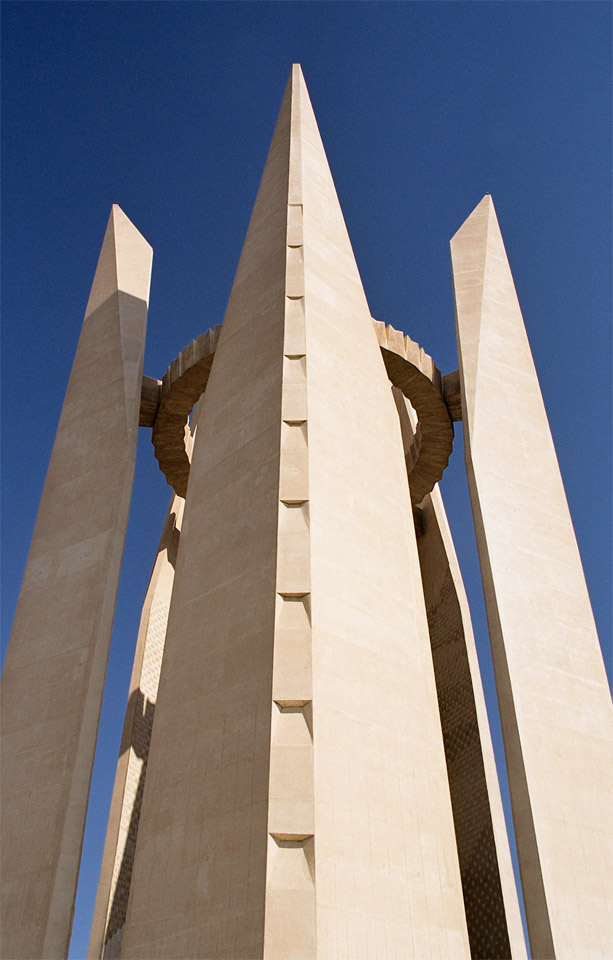
Пам'ятник на честь радянсько-єгипетської дружби

Британці почали будівництво першої греблі в 1899 році, закінчивши його в 1902 році. Проєкт був розроблений сером Вільямом Віллкоксом і залучив декілька видатних інженерів, включаючи сера Бенджамина Бейкра і сера Джона Ерда, чия фірма, Джон Ерд і Компанія, була головним підрядником. Гребля була значною спорудою 1 900 м завдовжки і 54 м заввишки. Початковий проєкт, як скоро було з'ясовано, був неадекватним, і висота греблі була піднята в два етапи, 1907—1912 і 1929—1933.
Коли в 1946 вода піднялася майже до рівня греблі, було ухвалено рішення про будівництво другої дамби за 6 км вгору річкою. Роботи з її проєктування почалися в 1952, відразу ж після Насерівської революції. Спочатку передбачалося, що США і Велика Британія допоможуть фінансувати будівництво, надавши позику 270 мільйонів доларів в обмін на участь Насера у вирішенні Арабо-ізраїльського конфлікту. Проте в липні 1956 обидві країни анулювали свою пропозицію. Як можливі причини цього кроку називають секретну угоду з постачання стрілецької зброї з Чехословацької республіки, що входила до Організації Варшавського договору, і визнання Єгиптом КНР.
Хоча Насер націоналізував Суецький канал, маючи намір використовувати мито з суден, що проходять, для субсидування проєкту Верхньої Греблі, цих коштів було недостатньо, крім того, на деякий час в ході Суецької кризи територія каналу була зайнята ізраїльськими військами. У 1958 у розпал Холодної війни в боротьбі за країни третього світу СРСР запропонував технічну допомогу при будівництві греблі, причому третина вартості проєкту списувалася користуючись з лояльності режиму Насера до СРСР. Величезна гребля була спроєктована радянським інститутом «Гідропроєкт», власне будівництво почалося в 1960.

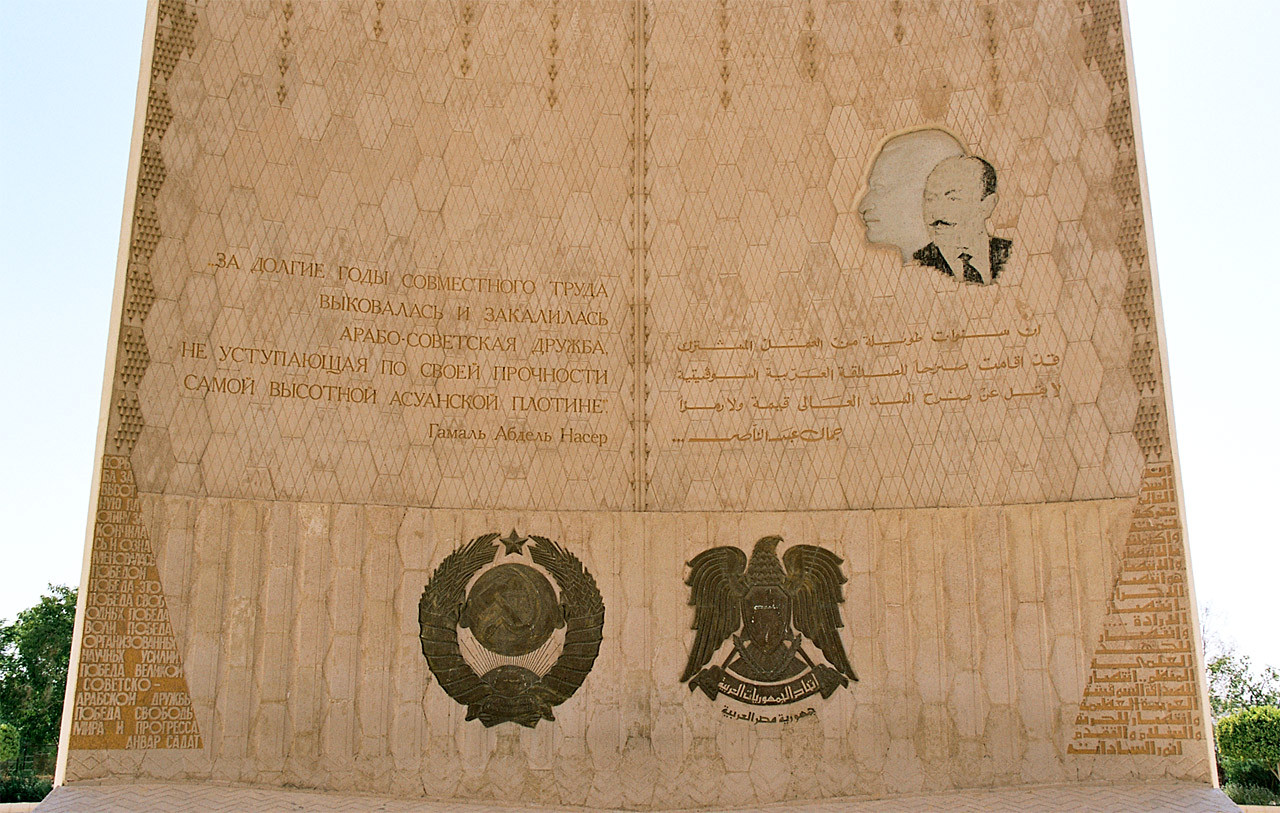
Стіна у пам'ять про завершення будівництва греблі

З єгипетського боку над проєктом працювала компанія «Арабські підрядники» Османа Ахмеда Османа. За допомогою скарг про недостатню якість радянської будівельної техніки, Осман добився усунення радянських працівників з більшої частини робіт. В результаті успішне завершення будівництва зробило Османа та його компанію національними героями.
Верхня Гребля була закінчена 21 липня 1970, проте водосховище почало заповнюватися вже з 1964, коли був завершений перший етап спорудження греблі. Водосховище поставило під загрозу зникнення багато археологічних пам'яток, тому була зроблена рятувальна операція під егідою ЮНЕСКО, в результаті якої 24 основних пам'ятки були переміщені в безпечніші місця або передані країнам, які допомогли з роботами (зокрема, храм Дебод в Мадриді і Храм Дендур в Нью-Йорку).

## Основні характеристики
Верхня Асуанська Гребля має 3600 м в довжину, 980 м завширшки в основі, 40 м завширшки по гребеню і 111 м у висоту, вона складається з 43 млн м² ґрунтових матеріалів. Максимальна витрата води через всі водопропускні споруди дамби — 16000 м³/с.
Канал Тошка зв'язує водосховище з озером Тошка. Водосховище, назване озером Насера, має 550 км завдовжки і 35 км максимальної ширини, площа його поверхні становить 5250 км², а повний об'єм — 132 км³.
Потужність дванадцяти генераторів (кожен по 175 МВт) — 2,1 ГВт електроенергії. Коли у 1967 році виробіток електроенергії досяг запроєктованого, вона давала близько половини всієї енергії, що вироблялася в Єгипті.
Після будівництва Асуанського гідровузла вдалося запобігти негативних наслідків повеней 1964 і 1973 років, а також посух 1972—1973 і 1983—1984 років. Навколо озера Насера утворилася значна кількість рибних господарств.

## Екологічні проблеми

Верхня Асуанська гребля, вигляд з космосу.

На додаток до вигод, проте, перегородження Нілу викликало безліч екологічних проблем. Були затоплені розлогі території нижньої Нубії, що привело до переселення більш ніж 90 000 осіб. Озеро Насера затопило цінні археологічні ділянки. Родючий мул, який щорічно намивався при повенях в нільські заплави, тепер затримується вище за греблю. Нині мул поступово підвищує рівень озера Насера. Крім того, відбулися зміни в екосистемі Середземномор'я — вже наступного року після спорудження греблі. Оскільки з Нілу перестали поступати поживні речовини, вилов риби у Східному Середземномор'ї знизився вдвічі й відтоді так і не відновився.
Відбувається деяка ерозія сільгоспугідь вниз по річці. Ерозія лінії берегів, через брак нових відкладень від повеней, спричинить втрату рибальства в озерах, яке є в наш час[коли?] найбільшим джерелом риби для Єгипту. Зниження рівня дельти Нілу поступово призводить до напливу морської води в її північну частину, де зараз знаходяться рисові угіддя. Сама дельта, що не удобряється більше нільським мулом, втратила свою колишню родючість. Постраждало також виробництво червоної цегли, при якому використовується глина дельти. У східному Середземномор'ї спостерігається істотна ерозія берегових ліній через брак піску, який раніше наносився Нілом.
Потреба використовувати штучні добрива також  спірна, оскільки на відміну від річкового мулу, вони викликають хімічне забруднення. Недостатній іригаційний контроль призвів до того, що деякі сільгоспугіддя виявилися знищеними в результаті підтоплення і збільшення солоності. Ця проблема посилюється ослабленою течією річки, через що солона вода вторгається все далі в дельту.
Середземноморські рибні ресурси також постраждали в результаті будівництва греблі, оскільки морська екосистема сильно залежала від багатого потоку фосфатів і силікатів із Нілу. Середземноморські улови знизилися майже наполовину після будівництва греблі. Почастішали випадки захворювання шистосомозом, оскільки велика кількість водоростей в озері Насера сприяє розмноженню равликів — переносників даного захворювання.
Через зменшення стоку Нілу, Асуанська гребля призводить до збільшення солоності Східного Середземномор'я.
Наприкінці 1990-х років озеро Насера почало розширюватися на захід і затопляти низовину Тошка. Для запобігання цьому явищу був побудований канал Тошка, що дозволяє відвести частину вод Нілу в західні регіони країни.

## Галерея

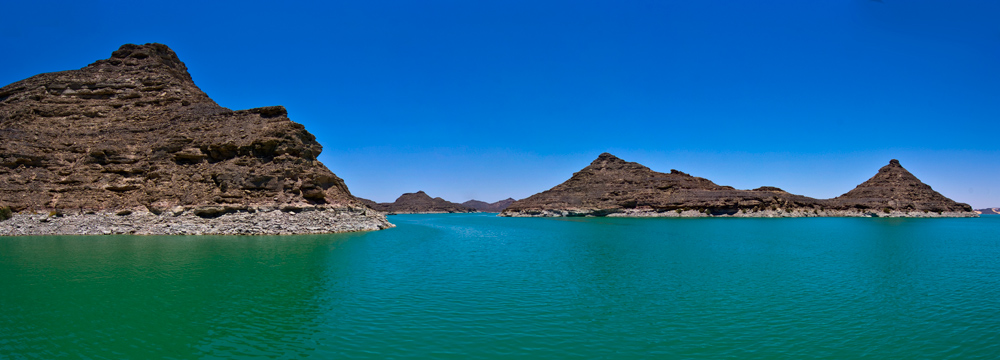
Панорама
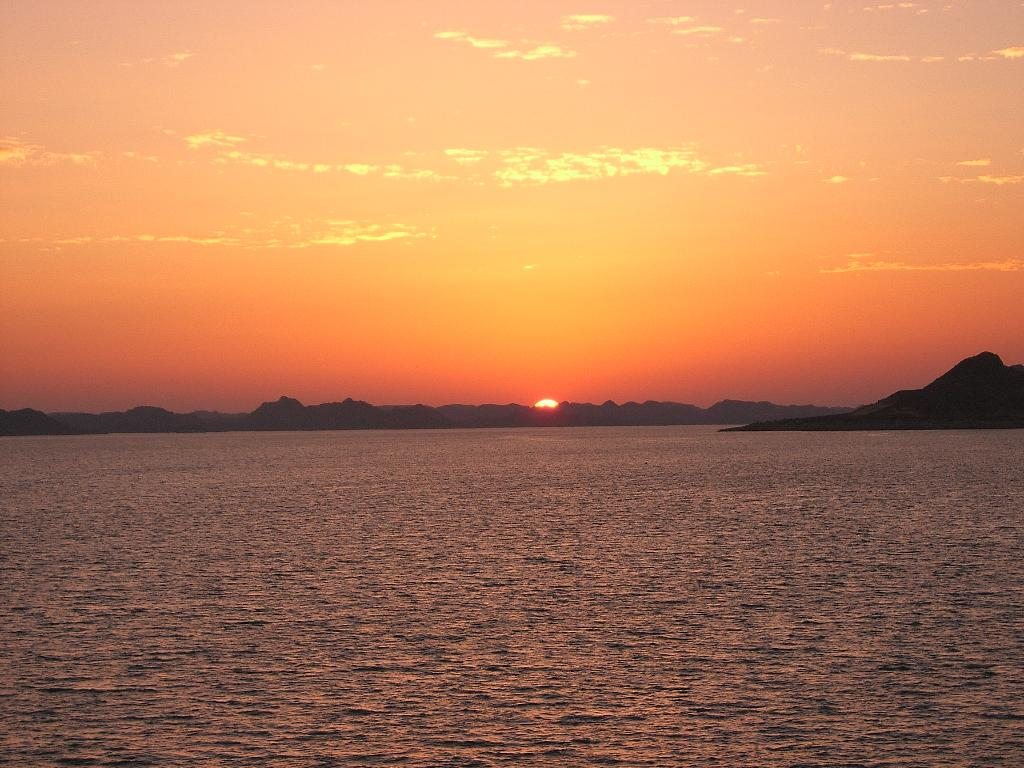
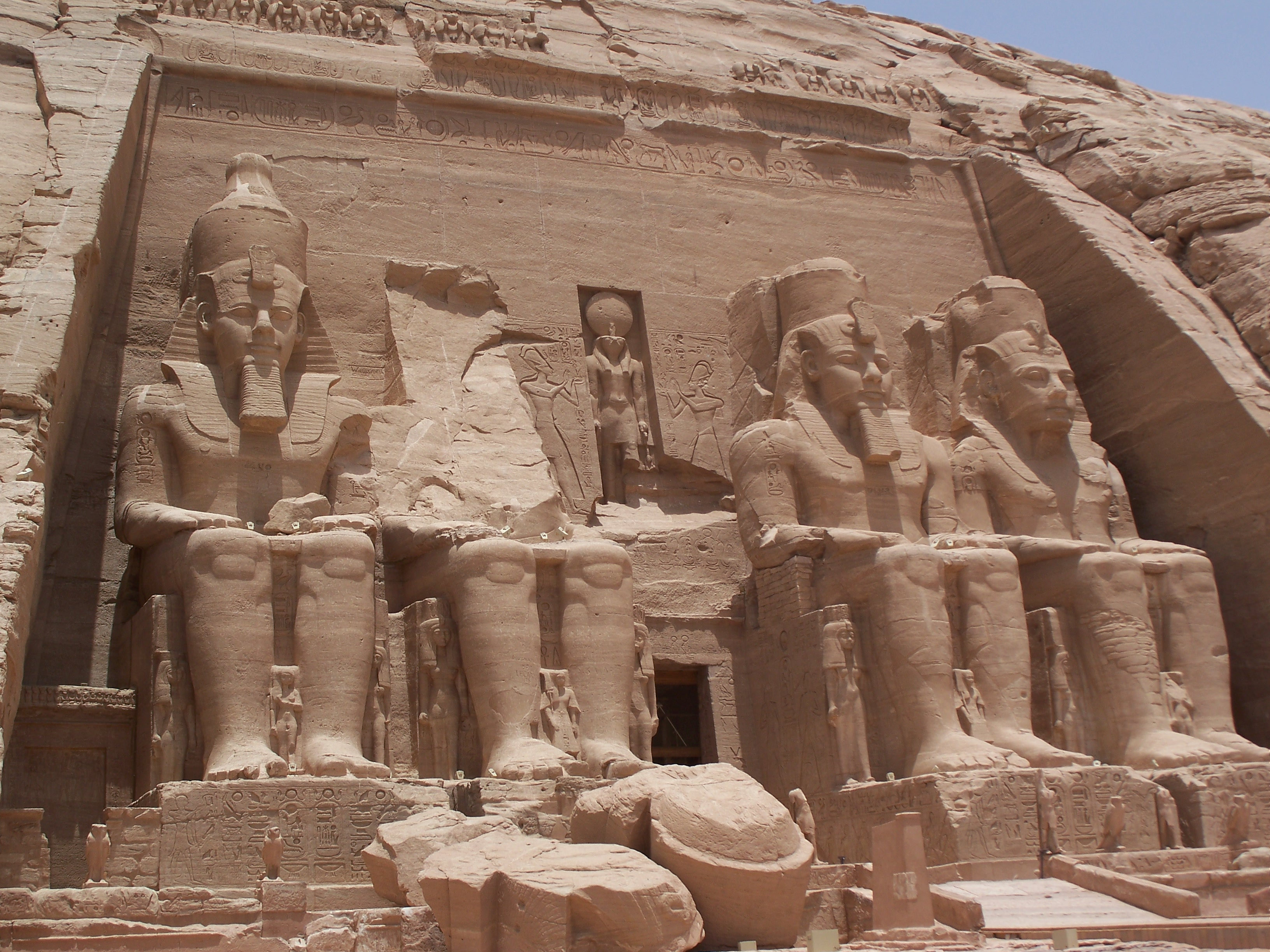
Абу-Сімбел
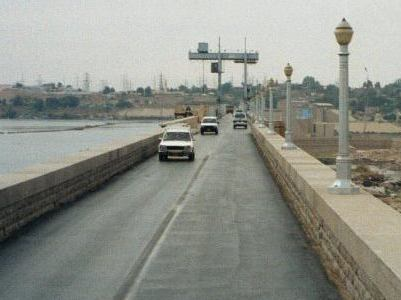
Нижня Асуанська гребля
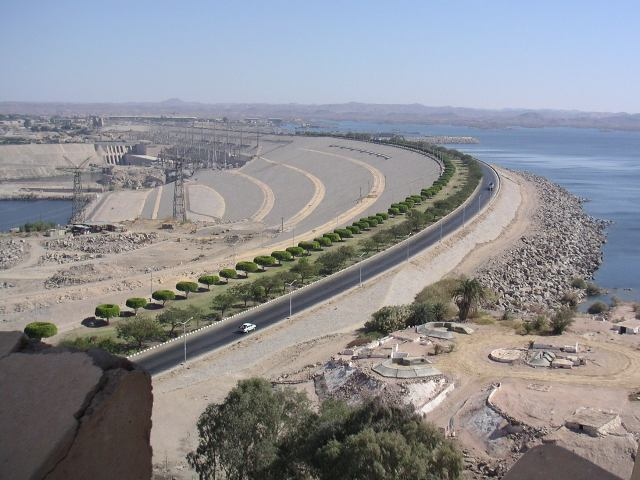
Верхня Асуанська гребля
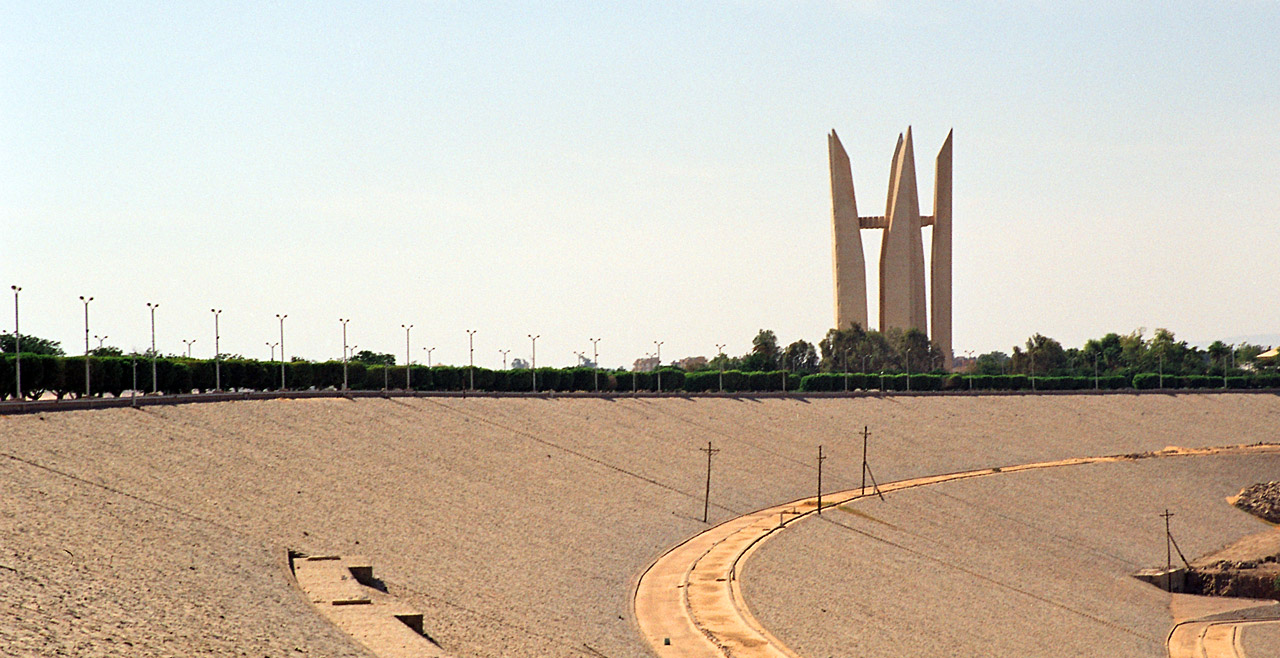
Вид з оглядової точки в центрі верхньої греблі на «Башту лотоса»

| Єгипет | Це незавершена стаття з географії Єгипту. Ви можете допомогти проєкту, виправивши або дописавши її. |